# Apodyterium

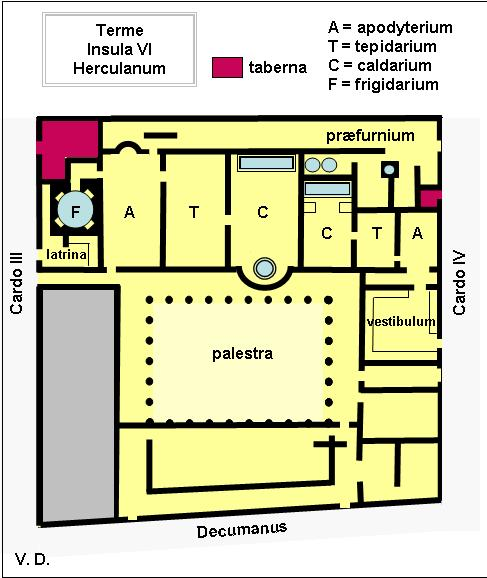
Plan des thermes urbains d'Herculanum, avec un apodyterium pour chaque section.

L’apodyterium (du grec ancien : ἀποδυτήριον, « déshabilloir »), ou apoditerium, est le vestiaire des thermes romains. Ornée de stucs, de marbres polychromes et de mosaïques, c'est la salle la plus richement décorée de ces établissements car elle est la première pièce dans laquelle se rendent les baigneurs depuis le vestibule, avant de parcourir le circuit thermal. 
Cette salle possède des bancs adossés au mur qui permettent aux baigneurs de se déshabiller et de se rhabiller. Elle dispose de patères, de casiers numérotés ou d'étagères en bois, ou de niches murales, où ils déposent leurs affaires personnelles (vêtements, sandales, serviettes, trousses de toilette comportant l'huile pour les exercices sportifs, le parfum pour les massages, le strigile). Un esclave (capsarius) s'engage, contre une pièce, à surveiller ces affaires mais les auteurs latins évoquent les plaintes relatives aux voleurs qui viennent y dérober une tunique, un pallium ou des sandales, ce qui souligne l'efficacité toute relative de cet esclave gardien. Les capsarii peuvent proposer des prestations sexuelles payantes, ce qui expliquerait que certaines des pièces à fonction indéterminée dans les thermes aient pu servir de chambres à coucher (cubiculi) pour les relations tarifées des prostitués. Les plus riches possèdent leurs thermes privés tandis que les plus aisés peuvent accéder quotidiennement aux thermes publics en amenant avec eux leurs propres esclaves (servus) pour les aider à se déshabiller/rhabiller, et éviter le vol de leurs affaires dans le vestiaire.

## Galerie

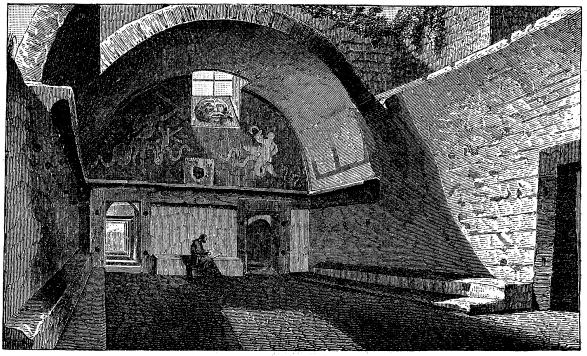
Apodyterium des bains anciens à Pompéi, Harpers Dictionary of Classical Antiquities, 1898.
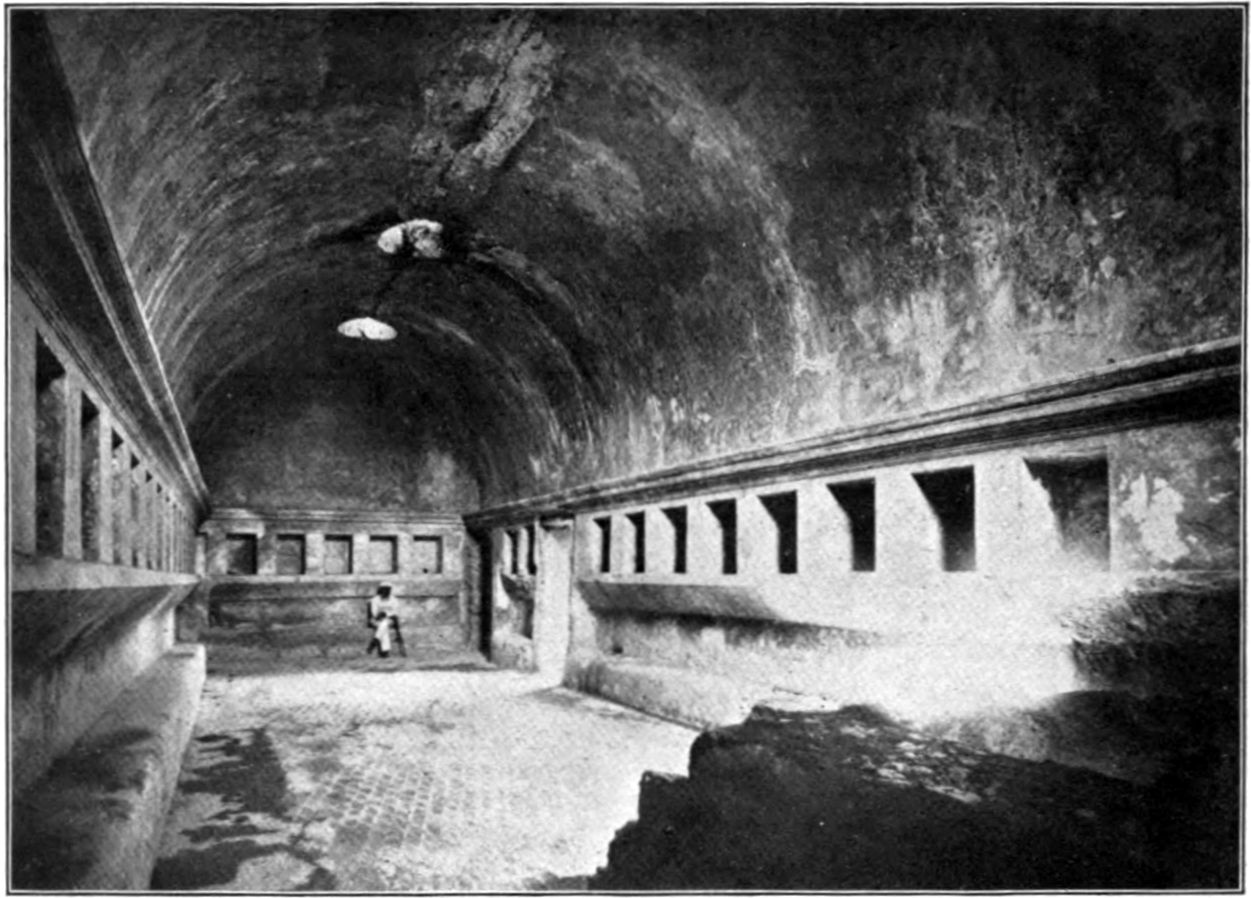
Vestiaire des femmes dans les thermes de Stabies (en) : la pièce est bordée de niches et d'un banc de pierre.